# Ciprusi füleskuvik
A ciprusi füleskuvik (Otus cyprius) a madarak (Aves) osztályának a bagolyalakúak (Strigiformes) rendjéhez, ezen belül a bagolyfélék (Strigidae) családjához tartozó faj.

## Rendszerezése
A fajt Madarász Gyula magyar ornitológus írta le 1901-ben, a Scops nembe Scops cypria néven. Szerepelt a füleskuvik (Otus scops) alfajaként Otus scops cyprius néven is.

## Előfordulása
Ciprus szigetén honos, ott endemikus faj. Kóborló példányait feljegyezték már Izrael területén is. Természetes élőhelyei a mérsékelt övi erdők és medirerrán cserjések, valamint szántóföldek és vidéki kertek. Állandó, nem vonuló faj.

## Természetvédelmi helyzete
Az elterjedési területe korlátozott, egyedszáma 10000-24000 példány közötti. A Természetvédelmi Világszövetség Vörös listáján nem fenyegetett fajként szerepel.

## További információ
- Képek az interneten a fajról
- Xeno-canto.org - a faj hangja és elterjedési területe